# Impulsschreiber
Ein Impulsschreiber ist ein Messgerät aus den Zeiten der elektromechanischen Telefonvermittlung. Er dient zum Bestimmen der Schaltzeiten von Relaiskontakten, unter anderem zum Vermessen und Einstellen des Nummernschalters von Wählscheibentelefonen. Der Impulsschreiber zeichnet dabei die Öffnungs- und Schließvorgänge des sogenannten nsi-Kontaktes beim Impulswahlverfahren auf ein mit konstanter Geschwindigkeit angetriebenes Papierband auf. Gebräuchlich waren Wachs- oder Metallpapierbänder, auf denen die Schaltvorgänge mechanisch oder elektrisch dauerhaft aufgezeichnet wurden. Die genauen Zeiten konnten dann mit Hilfe eines Messlineals bestimmt werden. Impulsschreiber können als die elektromechanischen Vorläufer der Oszilloskope betrachtet werden.